# گلبرگ، لاهور

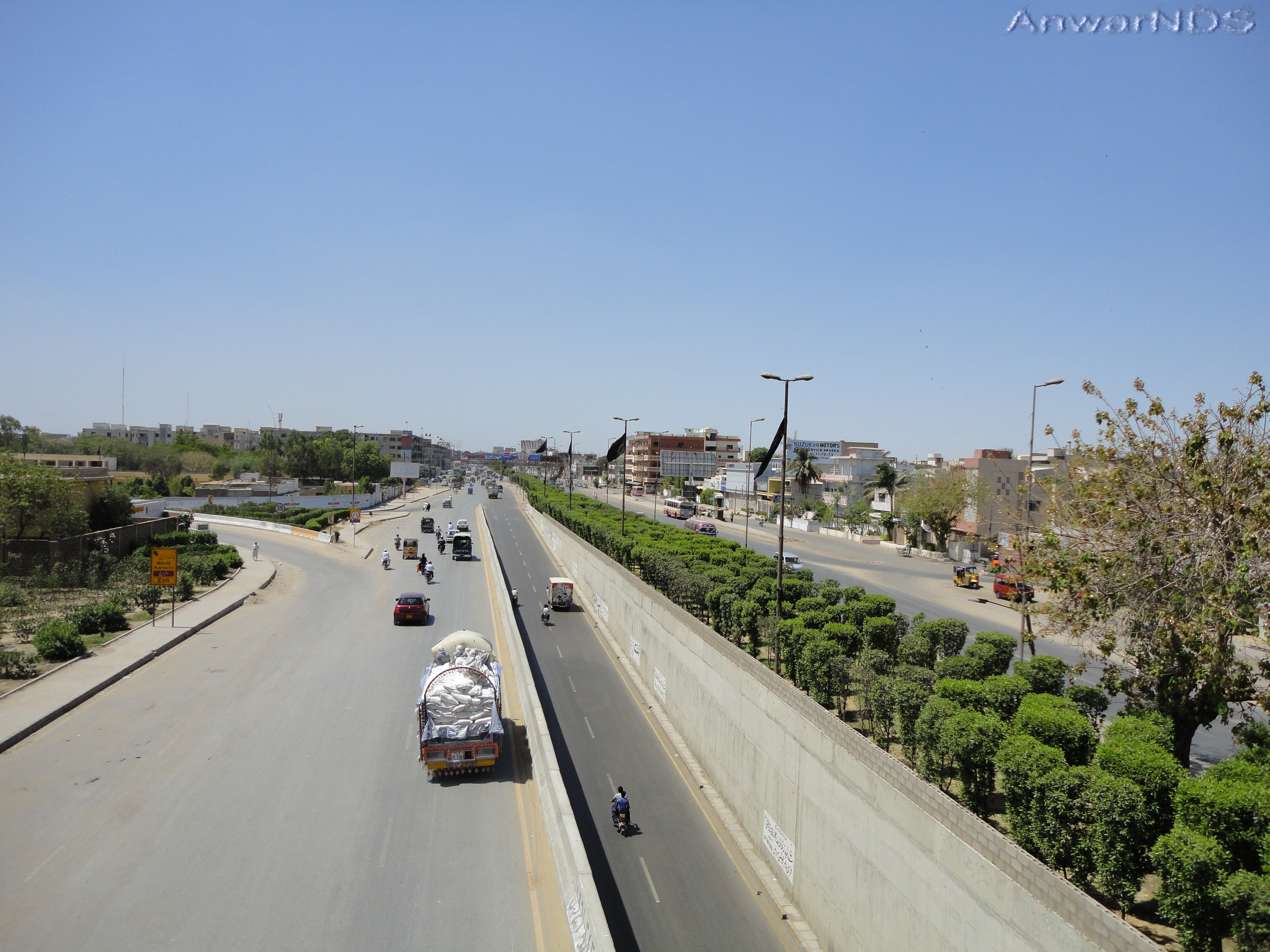
ناحیه‌ی تجاری گلبرگ

گلبرگ (به انگلیسی: Gulberg) یک ناحیه تجاری مرکزی در پاکستان است که در منطقه پنجاب واقع شده‌است.